# Монголия на летних Олимпийских играх 1972
Монголия принимала участие в Летних Олимпийских играх 1972 года в Мюнхене (ФРГ) в третий раз за свою историю, и завоевала одну серебряную медаль. Сборную страны представляли 37 мужчин и 2 женщины.

## Серебро
- Борьба, мужчины — Хорлоогийн Баянмунх